# Adalberó I de Metz
Adalberó I de Metz (? -26 d'abril de 962), fou un membre del clergat de l'alta edat mitjana que va ser bisbe de Metz de 929 a 954, i abat de Sint-Truiden a partir de 944, per poder restaurar-ne els edificis degradats per la negligència dels seus predecessors.
Fill de Wigéric, comte del Bidgau i comte palatí de Lotaríngia i de Cunegunda de França, de la família lotaríngia dita casa de les Ardenes o Wigerícides; era germà del comte de Bar conegut com a Frederic I de Lorena. La Vita Johannis Gorziensis, escrita el 980, indica que Adalberó de Metz era de sang reial tant del costat patern com del costat matern, el text precisava aquest origen pujant a diverses generacions.
Fou escollit el 929 per succeir a Bennó de Metz que havia renunciat a l'episcopat de Metz.
El 934 va intentar la reforma de l'abadia de Gorze, que va confiar sobretot a Jean de Vandière. Va retornar al bisbe Brunó de Colònia la relíquia de la "fèrula petrínia" que havia estat portada a la catedral de Metz en el moment de la invasió dels huns.
Va prendre partit per Lluís IV de França en el seu conflicte amb Otó I del Sacre Imperi Romanogermànic per al control de la Lotaríngia. El 939 va haver de cedir el control de Metz a Otó I.
El 941 va fer fora els canonges de l'abadia de Saint-Arnould i hi va instaurar l'orde de Sant Benet sota la direcció de l'abat Heribert de Gorze.
El 944 va esdevenir abat de Sint-Truiden que va fer reconstruir. En va consagrar l'església el 947.
El 950 va intervenir com a mediador en el conflicte que oposava al rei Lluís IV de França i al comte de París Hug el Gran.
Va morir el 26 d'abril del 962 segons les cròniques del bisbat de Metz, o el 23 de febrer segons les de Saint-Truiden.